# Hartz Mountains
Hartz Mountains är en bergskedja i Kanada.   Den ligger i territoriet Nunavut, i den nordöstra delen av landet, 3 100 km norr om huvudstaden Ottawa.
Trakten runt Hartz Mountains är permanent täckt av is och snö. Trakten runt Hartz Mountains är nära nog obefolkad, med mindre än två invånare per kvadratkilometer.